# Woldemeskel Kostre
Dr. Woldemeskel Kostre, född 29 januari 1947 i Menfes (Spirit) i Norra Shewa-provinsen, död 16 maj 2016 i Addis Abeba, var en etiopisk friidrottstränare, som tränade OS-mästarena Haile Gebrselassie, Kenenisa Bekele, Tirunesh Dibaba och Derartu Tulu.
Kostre studerade sex års idrottsvetenskap i Ungern på 1960-talet och återkom på 1970-talet och tog en PhD-examen i idrottspedagogik.